# Поляруш Тамара Іванівна
Поляруш Тамара Іванівна (6 серпня 1941, с. Понорниця Понорницького району (нині — адміністративний центр Понорницької ОТГ Новгород-Сіверського району) Чернігівської області) — українська вчена, кандидат філологічних наук, доцент кафедри української мови Центральноукраїнського державного педагогічного університету імені Володимира Винниченка.

## Творчий шлях
За направленням міністерства освіти УРСР у серпні 1964 року разом із чоловіком Олегом Полярушем переїхала до міста Глухова на Сумщині. Працювала асистентом (у 1967—1968 роках — старшим викладачем) української мови в Глухівському державного педагогічному інституті. У листопаді 1968 року вступила до аспірантури Інституту мовознавства імені О. О. Потебні академії наук Української РСР за спеціальністю «Мови народів СРСР (українська мова)»). У 1971 році захистила дисертацію кандидата філологічних наук. Працювала на кафедрі української мови Кіровоградського педагогічного інституту (університету) в 1971—2011 рр. Авторка 90 наукових публікацій з проблем топоніміки, словотвору, морфології тощо.
Під її керівництвом захищені 4 кандидатські дисертації.
У КДПУ ім. В. Винниченка читала курси: сучасна українська літературна мова (словотвір, морфологія), польська мова ті ін.

## Науковий доробок
- Словник мікрогідронімів України: Волинь, Житомирщина, Запоріжжя, Київщина, Кіровоградщина, Полтавщина, Черкащина [Текст]: словарь / Ред. О. П Карпенко, Уклад. І. М. Железняк, Уклад. О. П. Карпенко, Уклад. В. В. Лучик, Уклад. Т. І. Поляруш, Уклад. О. С. Стрижак, Уклад. В. П. Шульгач. — К. :

Обереги, 2004. — 448 с
- Громко Т. В., Лучик В. В., Поляруш Т. І. Словник народних географічних термінів Кіровоградщини. — Київ-

Кіровоград, 1999. — 224 с.
- Сучасна українська літературна мова. Словотвір. Морфеміка. Морфологія. Кредитно-модульний курс. — Кіровоград, 2010 р.

- До таємниць рідної мови. — Кіровоград, 1995 (у співавторстві із Задорожною Ніною Олександрівною).